# Just for Laughs
Just for Laughs (en francès: Juste pour rire; en català: Tot per Riure) és un festival de comèdia que té lloc cada mes de juliol a la ciutat de Mont-real (Quebec). Va ser fundat el 1982. És el festival més gran de la seua especialitat.

## Informació
Va ser fundat el 1983 per Gilbert Rozon, com un esdeveniment de dos dies de la Francofonia. El 1985, es va unir n'Andy Nulman, tot convertint-lo en anglòfon. Amb el treball de Nulman, el festival va créixer a un mes sencer. La primera part comptava amb actuacions en francès, i la segona part, en anglès. També hi apareixen actuacions no verbals, com acròbates o pantomimes.
Cada dia, artistes de carrer, "New Vaudevillians" (nous actors de vodevil) i altres actuacions tant visuals com parlades recorrent la ciutat, especialment el Quartier Latin, una àrea coneguda pels seus teatres, cafès i botigues. Per les vesprades, els clubs i els teatres en viu ofereixen un programa especial. Encara que el Just for Laughs atrau espectadors de tot el món, també hi ha caçadors de nous talents o productors de la indústria de l'entreteniment. Participar en el festival és una de les grans oportunitats per a noves cares per tal de mostrar el seu treball davant la indústria professional.
D'altra banda, comediants consagrats també hi participen en el festival, com ara Jeff Foxworthy, Tim Allen, Jerry Seinfeld, Jon Stewart, Jason Alexander, Russell Peters, Steve Patterson, Bill Cosby, Mike Birbiglia, Bill Engvall, John Cleese, Larry the Cable Guy, Adam Hills, Dame Edna Everidge, Jimeoin, Billy Connolly, Frank Caliendo, Jeremy Hotz, Colin Mochrie, Jeremy Piven, Flight of the Conchords, The Umbilical Brothers, Rowan Atkinson i Jerry Springer. També hi han pres part el repartiment de sèries com Els Simpsons, Family Guy, Tot el món estima el Raymond o South Park. Des de 1996 també s'ha celebrat un festival de cinema de comèdia, el qual atorga els seus propis premis.
El febrer de 1994, el festival promociona una franquícia a Hollywood, Florida. A aquest indret acudeixen els quebequesos en vacances d'hivern per trobar temperatures més agradables. L'esdeveniment, anomenat Juste Pour Rire - En Vacances (Just For Laughs - On Vacation), va tindre lloc al Young Circle Park, en exteriors.

## Televisió
Just for Laughs també ha estat un programa de televisió, que s'emet en diferents emisores d'arreu del món. Són actuacions del festival amb "riures enllaunats" enregistrats al voltant de Montreal. Molts d'estos gags són filmats al Regne Unit, i contenen gags visuals que agafen a la gent amb una actuació sorpresiva, a l'estil de càmera oculta. El programa ha tingut diverses seqüeles: Just for Laughs Gags, JFL: Improv Championships, All Access Pass, o JFL: The Lost Tapes.
A l'Estat espanyol, el programa es va emetre a la majoria de canals de la FORTA: a partir del 2006, a IB3 Televisió, TV3, Aragón TV, CMT (on encara s'emet), ETB 1, ETB 2, ETB 4, Telemadrid i TV Canaria.
Entre el 2004 i el 2010, Canal 9 emetia el programa amb el nom Tot per Riure, amb capçalera en valencià.